# Onesia rubrifacies
Onesia rubrifacies este o specie de muște din genul Onesia, familia Calliphoridae. A fost descrisă pentru prima dată de Robineau-desvoidy în anul 1863.
Este endemică în Franța. Conform Catalogue of Life specia Onesia rubrifacies nu are subspecii cunoscute.